# Saint-Clément-sur-Valsonne
Pour les articles homonymes, voir Saint-Clément.
Saint-Clément-sous-Valsonne redirige ici.
Saint-Clément-sur-Valsonne (nommée également Saint-Clément-sous-Valsonne) est une commune française, située dans l'Ouest du département du Rhône en région Auvergne-Rhône-Alpes.

## Géographie
La commune se situe dans le Beaujolais, à environ 40 km de Lyon. Elle est traversée par la rivière du Soanan qui rejoint ensuite la vallée d'Azergues. Elle se situe non loin de la ville de Tarare.

### Hydrographie
Le ruisseau de Chanellière, le ruisseau du Rosa, le ruisseau de Dième... sont les principaux cours d'eau parcourant la commune.

### Climat
Pour des articles plus généraux, voir Climat d'Auvergne-Rhône-Alpes et Climat du Rhône.
En 2010, le climat de la commune est de type climat des marges montargnardes, selon une étude du Centre national de la recherche scientifique s'appuyant sur une série de données couvrant la période 1971-2000. En 2020, Météo-France publie une typologie des climats de la France métropolitaine dans laquelle la commune est exposée à un climat de montagne ou de marges de montagne et est dans la région climatique Nord-est du Massif Central, caractérisée par une pluviométrie annuelle de 800 à 1 200 mm, bien répartie dans l’année.
Pour la période 1971-2000, la température annuelle moyenne est de 10,7 °C, avec une amplitude thermique annuelle de 17 °C. Le cumul annuel moyen de précipitations est de 843 mm, avec 10,4 jours de précipitations en janvier et 6,9 jours en juillet. Pour la période 1991-2020, la température moyenne annuelle observée sur la station météorologique de Météo-France la plus proche, « Les Sauvages », sur la commune des Sauvages à 6 km à vol d'oiseau, est de 9,7 °C et le cumul annuel moyen de précipitations est de 941,6 mm,. Pour l'avenir, les paramètres climatiques de la commune estimés pour 2050 selon différents scénarios d'émission de gaz à effet de serre sont consultables sur un site dédié publié par Météo-France en novembre 2022.

## Urbanisme

### Typologie
Au 1er janvier 2024, Saint-Clément-sur-Valsonne est catégorisée commune rurale à habitat dispersé, selon la nouvelle grille communale de densité à sept niveaux définie par l'Insee en 2022.
Elle est située hors unité urbaine. Par ailleurs la commune fait partie de l'aire d'attraction de Lyon, dont elle est une commune de la couronne,. Cette aire, qui regroupe 397 communes, est catégorisée dans les aires de 700 000 habitants ou plus (hors Paris),.

### Occupation des sols
L'occupation des sols de la commune, telle qu'elle ressort de la base de données européenne d’occupation biophysique des sols Corine Land Cover (CLC), est marquée par l'importance des territoires agricoles (49,9 % en 2018), en diminution par rapport à 1990 (52,4 %). La répartition détaillée en 2018 est la suivante : 
forêts (47,9 %), prairies (36,5 %), zones agricoles hétérogènes (13,4 %), zones urbanisées (2,2 %). L'évolution de l’occupation des sols de la commune et de ses infrastructures peut être observée sur les différentes représentations cartographiques du territoire : la carte de Cassini (XVIIIe siècle), la carte d'état-major (1820-1866) et les cartes ou photos aériennes de l'IGN pour la période actuelle (1950 à aujourd'hui).

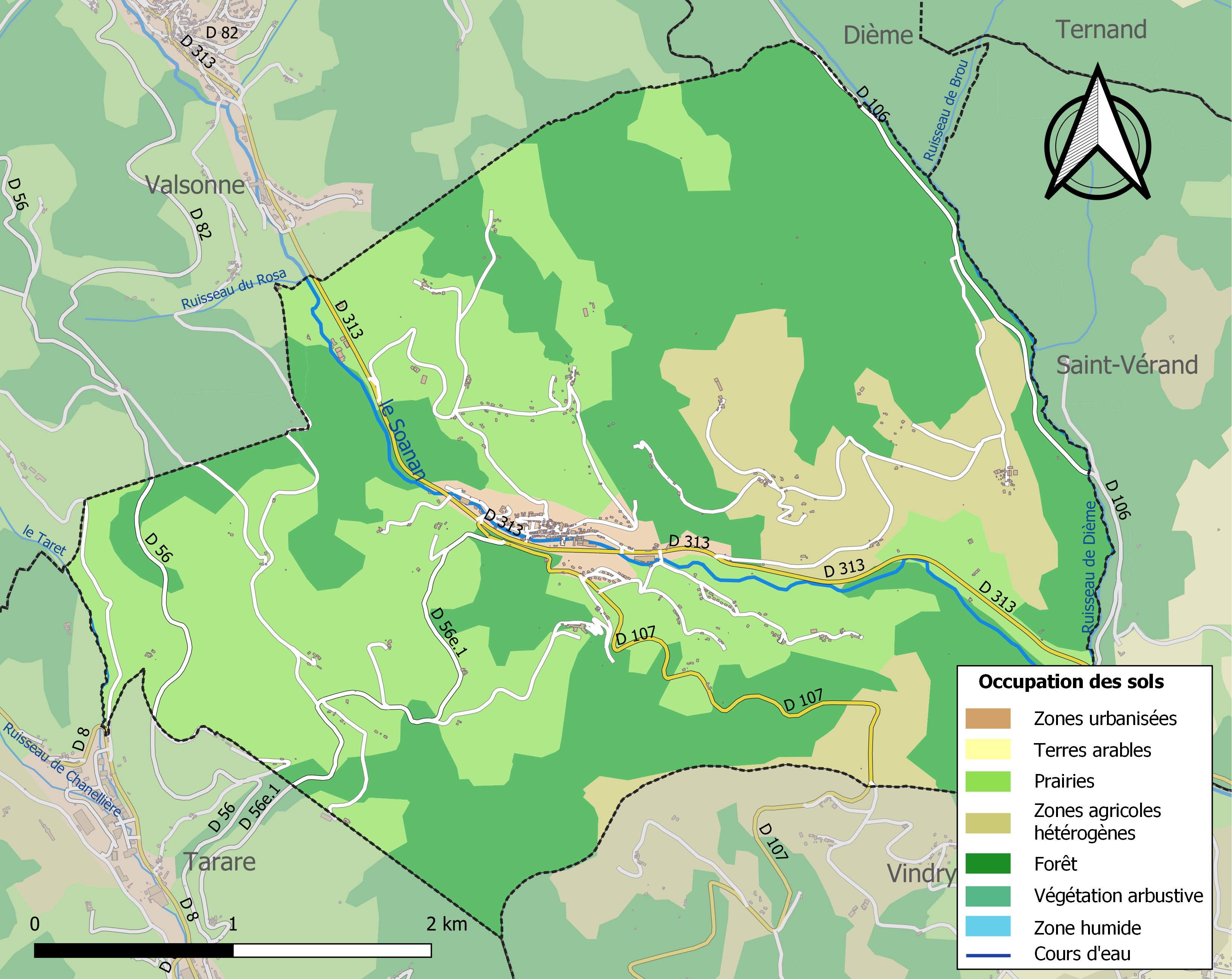
Carte des infrastructures et de l'occupation des sols de la commune en 2018 (CLC).

## Toponymie
La commune porte le nom de Saint-Clément-sous-Valsonne, étant située au-dessous (319 à 710 mètres) de celle de Valsonne (413 à 866 mètres). Néanmoins, la forme « Saint-Clément-sur-Valsonne » se rencontre fréquemment, dès le XIXe siècle, résultant peut-être d'erreurs de transcription. Les deux formes coexistent aujourd'hui : l'adresse du site internet de la commune utilise la forme en « sur » mais le contenu du site la forme en « sous », le ministère de l'Intérieur utilise la forme en « sur » lorsqu'il donne les résultats de certaines élections, et la forme en « sous » pour certaines autres.

## Politique et administration
| Période                                  | Période  | Identité         | Étiquette | Qualité |
| ---------------------------------------- | -------- | ---------------- | --------- | ------- |
| 2001                                     | 2008     | Yves Devis       | SE        |         |
| 2008                                     | 2010     | Christian Plasse | SE        |         |
| 2010                                     | En cours | Sylvie Martinez  | SE        |         |
| Les données manquantes sont à compléter. |          |                  |           |         |

## Démographie
L'évolution du nombre d'habitants est connue à travers les recensements de la population effectués dans la commune depuis 1793. Pour les communes de moins de 10 000 habitants, une enquête de recensement portant sur toute la population est réalisée tous les cinq ans, les populations de référence des années intermédiaires étant quant à elles estimées par interpolation ou extrapolation. Pour la commune, le premier recensement exhaustif entrant dans le cadre du nouveau dispositif a été réalisé en 2005.

En 2022, la commune comptait 904 habitants, en évolution de +0,11 % par rapport à 2016 (Rhône : +3,93 %, France hors Mayotte : +2,11 %).
| 1793 | 1800 | 1806 | 1821 | 1831 | 1836 | 1841  | 1846  | 1851  |
| ---- | ---- | ---- | ---- | ---- | ---- | ----- | ----- | ----- |
| 765  | 719  | 861  | 922  | 981  | 982  | 1 001 | 1 076 | 1 034 |

| 1856  | 1861 | 1866  | 1872 | 1876  | 1881  | 1886  | 1891  | 1896 |
| ----- | ---- | ----- | ---- | ----- | ----- | ----- | ----- | ---- |
| 1 001 | 981  | 1 028 | 984  | 1 050 | 1 045 | 1 016 | 1 003 | 907  |

| 1901 | 1906 | 1911 | 1921 | 1926 | 1931 | 1936 | 1946 | 1954 |
| ---- | ---- | ---- | ---- | ---- | ---- | ---- | ---- | ---- |
| 926  | 930  | 901  | 725  | 645  | 624  | 627  | 553  | 556  |

| 1962 | 1968 | 1975 | 1982 | 1990 | 1999 | 2005 | 2006 | 2010 |
| ---- | ---- | ---- | ---- | ---- | ---- | ---- | ---- | ---- |
| 483  | 474  | 448  | 457  | 467  | 546  | 648  | 662  | 746  |

| 2015 | 2020 | 2022 | - | - | - | - | - | - |
| ---- | ---- | ---- | - | - | - | - | - | - |
| 893  | 907  | 904  | - | - | - | - | - | - |

## Culture locale et patrimoine

### Lieux et monuments
- Église Saint-Clément.
- Col de la Croix Paquet (598 m), au sud-ouest du village par la RD 56E, emprunté lors de la 8e étape du Tour de France 2019.

### Personnalités liées à la commune
- Marie Favre (1834-1905) fondatrice des franciscaines de Notre-Dame de Pitié, née et morte à Saint-Clément-sur-Valsonne[17],[18]. Sa congrégation fusionne en 1965 avec les sœurs de saint François d'Assise de Lyon[19].

### Héraldique
| Blason de Saint-Clément-sur-Valsonne | Blason  | D'azur à la tour accolée de deux arcs-boutants, d'argent maçonnée de sable et ouverte du champ, sur une terrasse herbée d'argent et surmontée de deux étoiles du même. Devise / Cri« surgit ad futura ». |
| Blason de Saint-Clément-sur-Valsonne | Détails | Le statut officiel du blason reste à déterminer. |